# Escallonia rubra
Escallonia rubra är en tvåhjärtbladig växtart som först beskrevs av Hipólito Ruiz López och Pavon, och fick sitt nu gällande namn av Christiaan Hendrik Persoon. Escallonia rubra ingår i släktet Escallonia och familjen Escalloniaceae.

## Underarter
Arten delas in i följande underarter:
- E. r. dumetorum
- E. r. glutinosa
- E. r. macrantha
- E. r. thalassica

## Bildgalleri

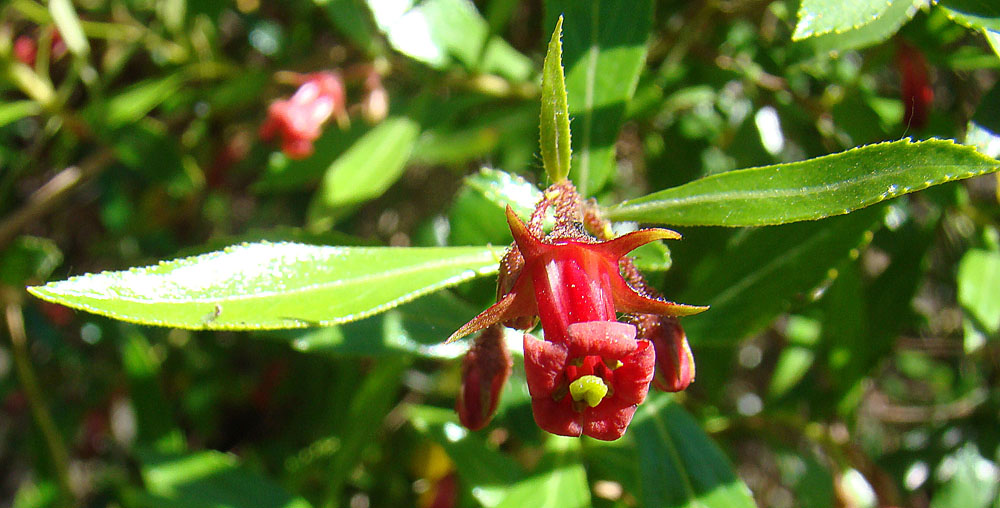
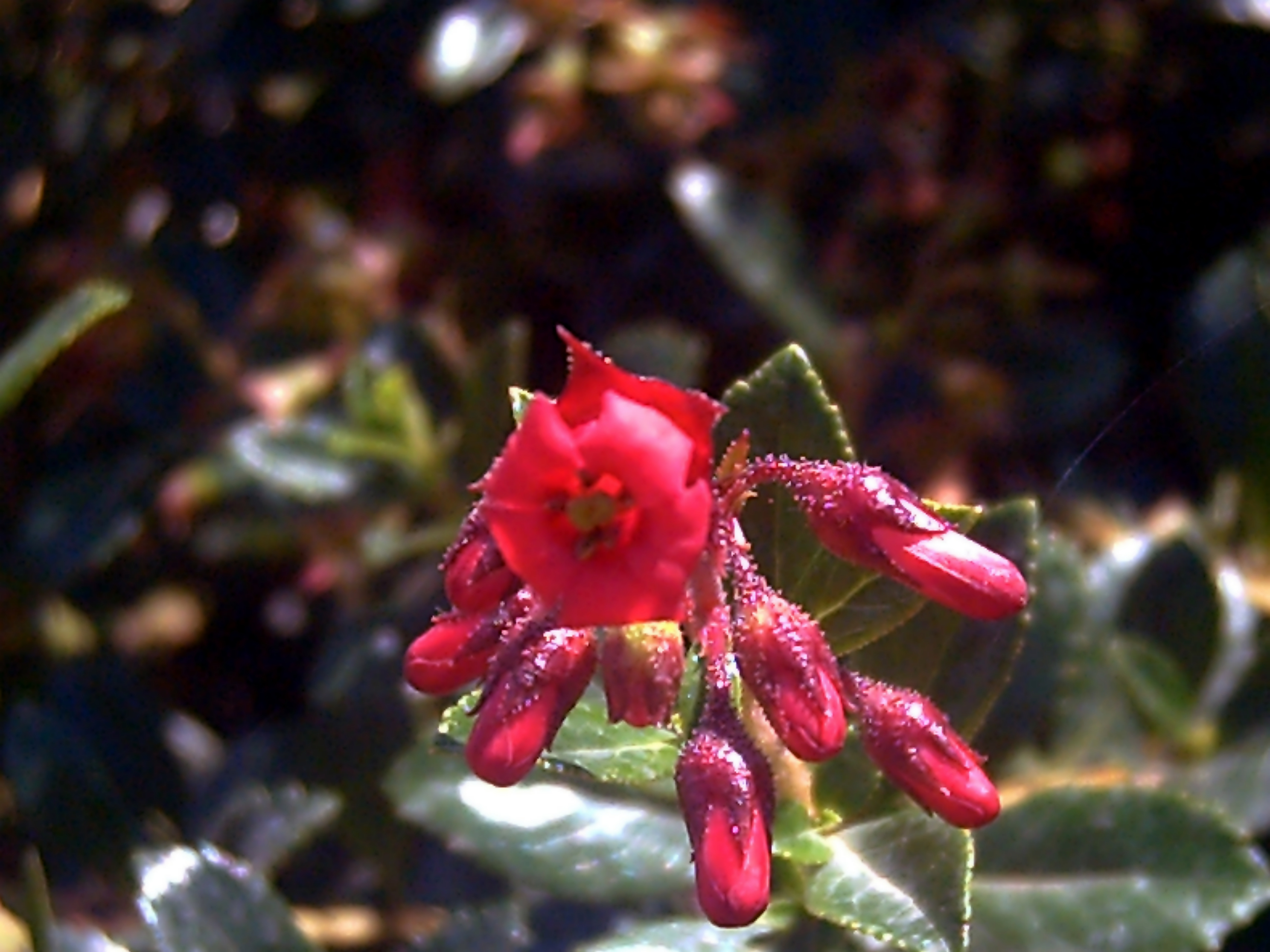
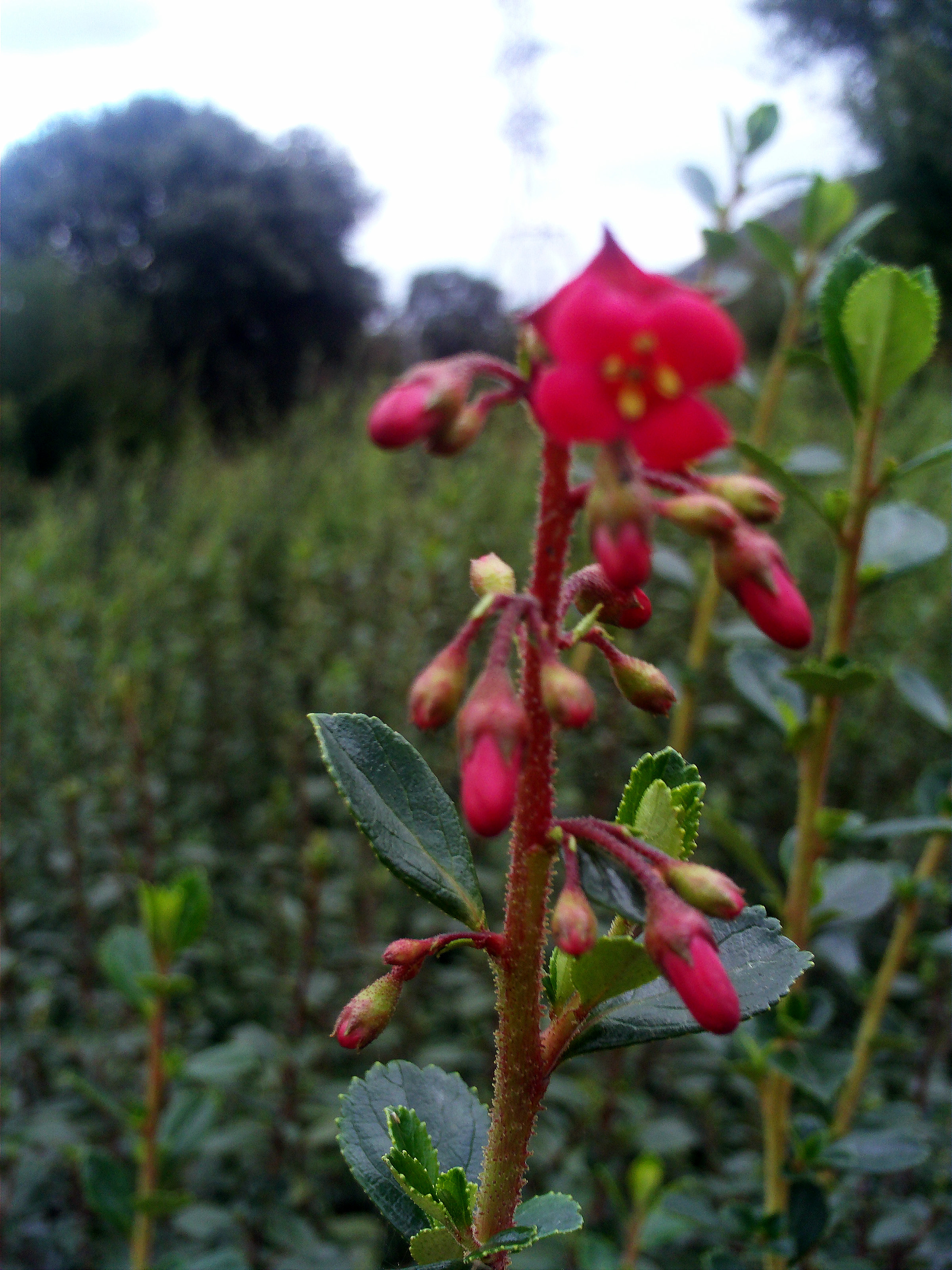
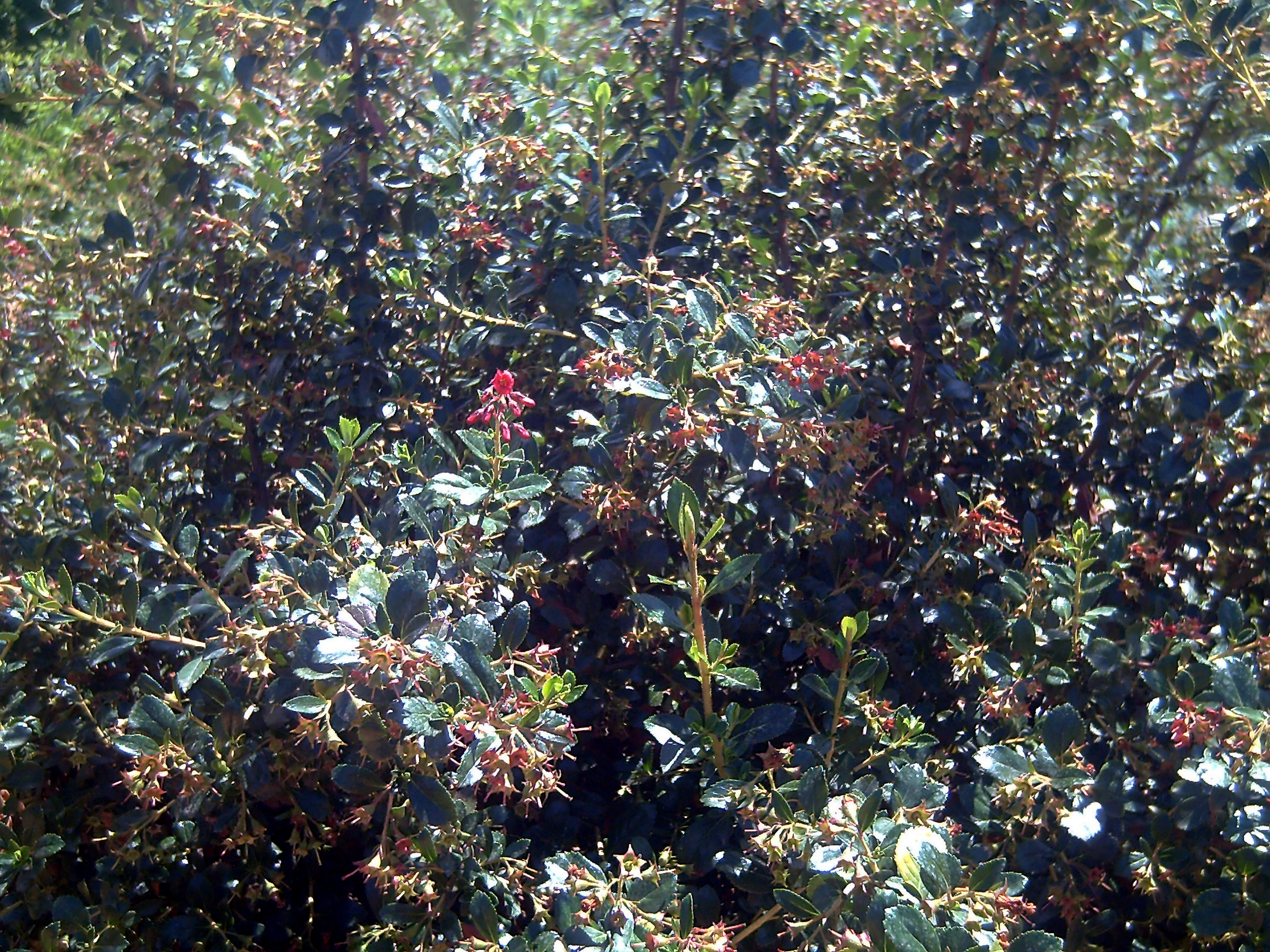
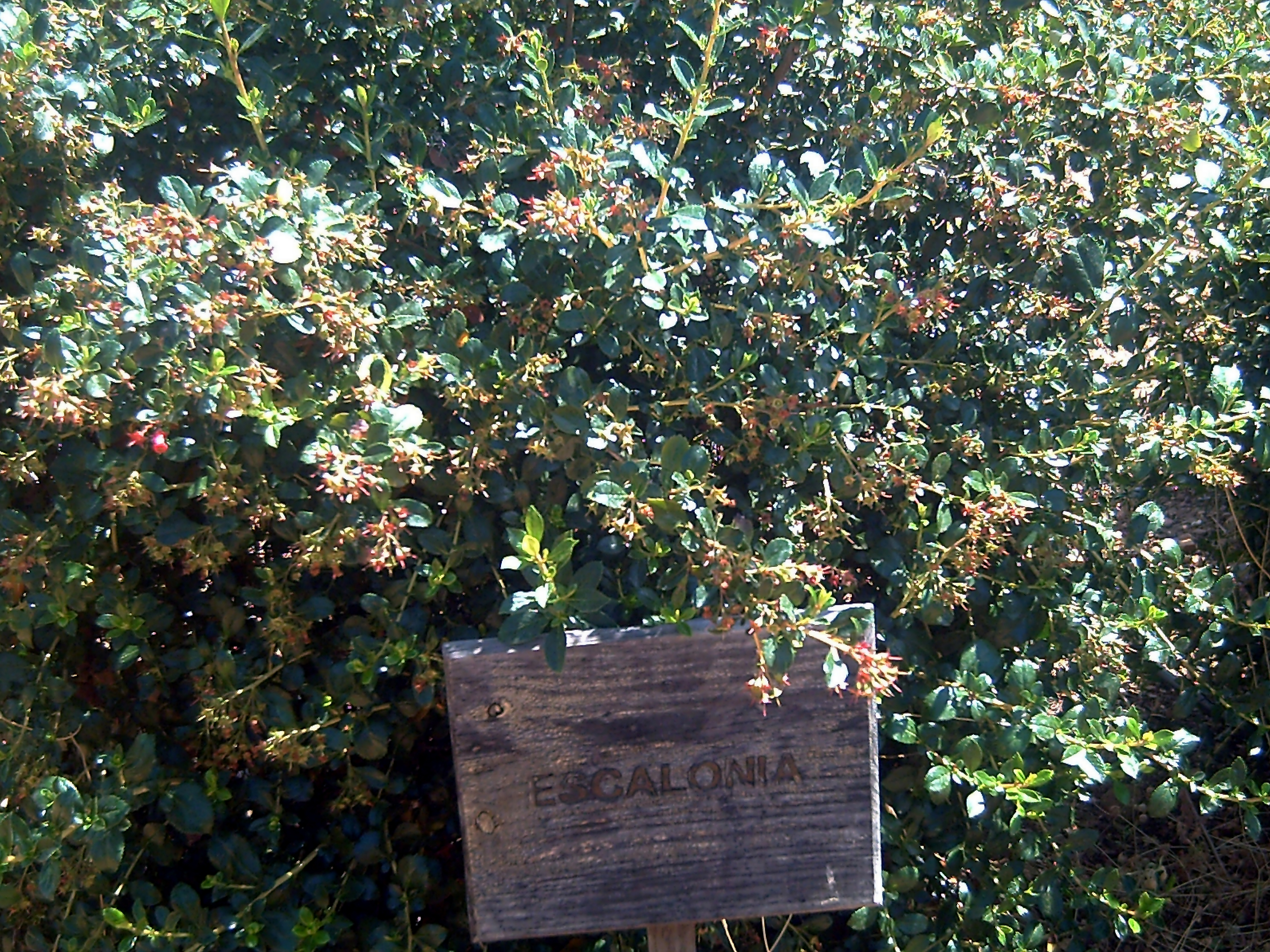
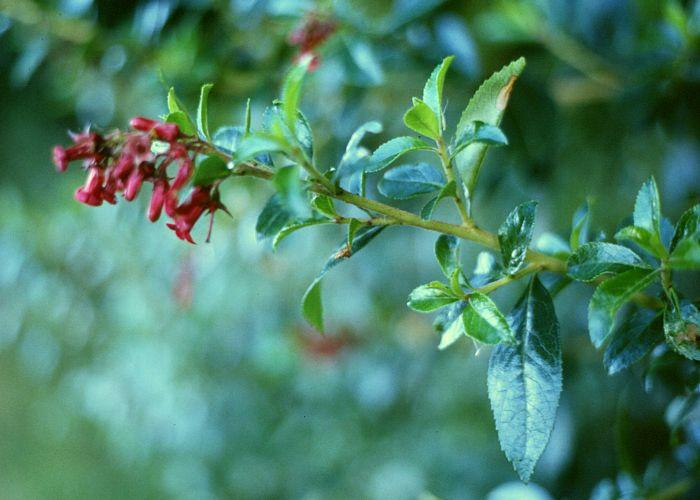